# Riserva naturale della Valle Cavanata

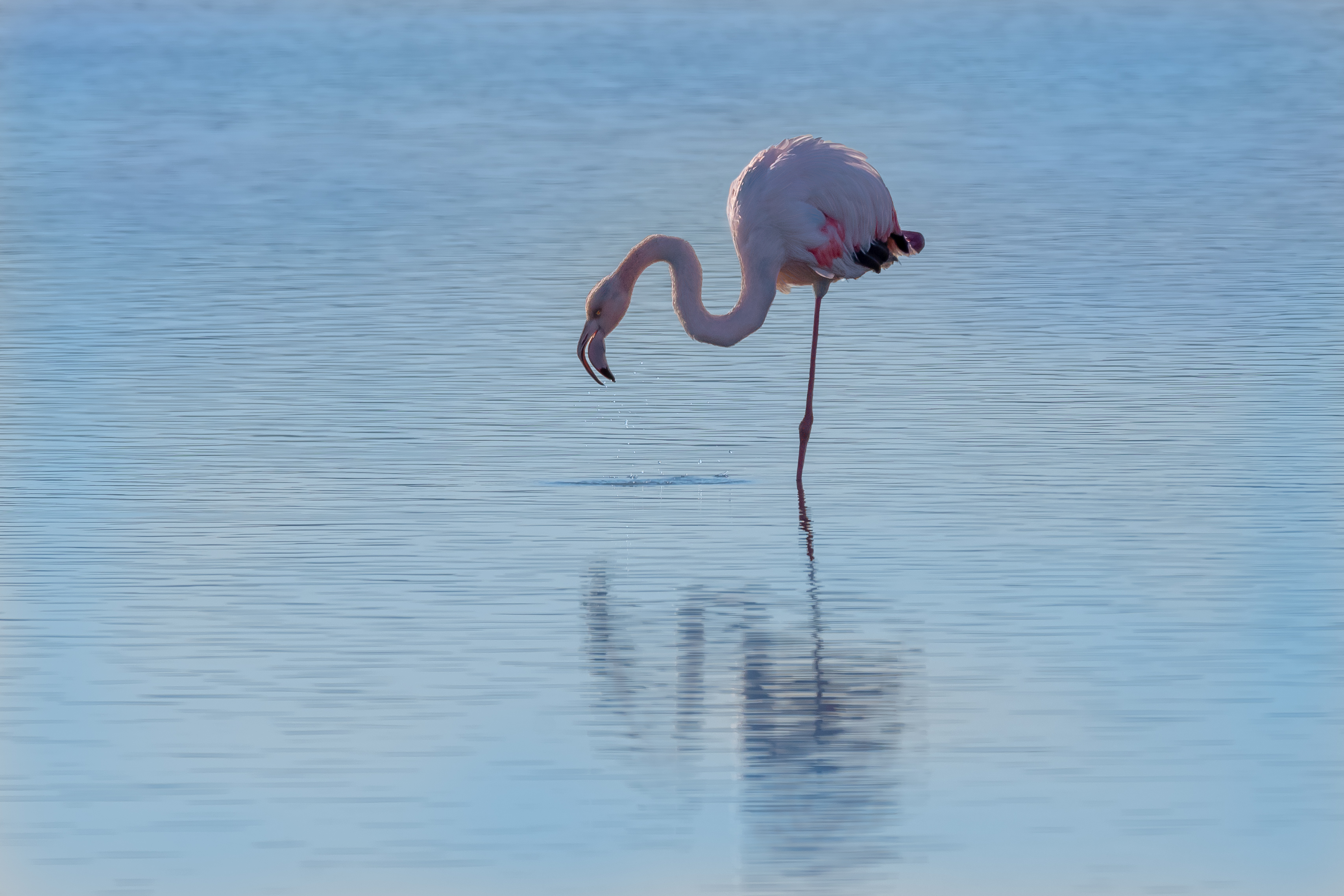
Fenicottero in Riserva

La riserva naturale della Valle Cavanata è un'area naturale protetta situata nel comune di Grado, in provincia di Gorizia. Si trova in località di Fossalon e si articola su 341 ettari, di cui 67 a mare. Istituita nel 1996, fa parte delle riserve naturali regionali del Friuli-Venezia Giulia.

## Descrizione
La Riserva è ubicata in comune di Grado (località Fossalon) nella porzione più orientale della "Laguna di Grado" ed è stata utilizzata in passato come "valle da pesca". La presenza di numerosi ambienti nella riserva fra il mare e la terraferma (laguna, spiaggia, bosco, prato, valle da pesca, stagno) rende l'area ideale per la sosta, la nidificazione e lo svernamento di numerose specie di uccelli: complessivamente sono 260 le specie segnalate. È stata dichiarata zona umida di valore internazionale, ai sensi della convenzione di Ramsar, ed è parte della rete Natura 2000 quale sito d'importanza comunitaria (S.I.C.) e zona di protezione speciale (Z.P.S.)

### Valle Cavanata
Si tratta di una ex valle da pesca da molti decenni ormai abbandonata e che ha pertanto assunto l'aspetto di una tipica zona lagunare. È protetta come zona "Ramsar". La gestione naturalistica è rivolta principalmente verso la salvaguardia delle specie vegetali ed animali presenti con particolare riguardo all'avifauna. Nel corso dell'anno si osservano oltre 260 specie di uccelli diversi (molti i migratori) che qui trovano l'ambiente idoneo per nidificare, svernare e alimentarsi. Nel rispetto dell'ambiente sono stati realizzati alcuni brevi percorsi, alcuni sempre percorribili liberamente, altri percorribili con accompagnamento.

## Ambiente

### Flora
Nella riserva è presente un alto grado di biodiversità (alto numero di specie), dovuto alla presenza di ambienti anche molto diversi tra loro e caratterizzati ognuno dalla propria vegetazione.
Spostandosi dalla linea di costa verso l'interno si incontrano i fondali sabbiosi marini che ospitano le praterie di fanerogame e la riva del mare, caratterizzata dalla vegetazione psammofila (adatta a vivere sulla sabbia); a ridosso delle dune sabbiose troviamo un giovane bosco di pioppi e salici, mentre all'interno delle vasche, in prossimità delle barene prevale la vegetazione alofila (capace di crescere in ambiente salato) tra cui spicca il Limonium con le sue infiorescenze viola a partire dal mese di luglio.
Nella parte nord-occidentale della riserva sono presenti anche i prati che vengono sfalciati all'inizio di luglio per non disturbare la fauna presente. L'apporto di acqua dolce da parte di alcuni pozzi artesiani crea situazioni adatte all'insediamento della cannuccia di palude, in particolare attorno ad alcuni bacini interni ed al Canale Averto. Proprio lungo questo corso d'acqua si sviluppa anche un fitto bosco di olmo siberiano, il cui impianto risale al 1946.

### Fauna
La forte diversità ambientale e il ridotto disturbo umano, limitato al margine della riserva, favoriscono la permanenza di un alto numero di specie animali, con esigenze ecologiche molto diverse tra loro. Tra i gruppi animali, i più rappresentati sono senz'altro gli uccelli (circa 240 specie), in particolare quelli acquatici, tra i quali prevalgono nei mesi invernali diverse specie di anatidi (germani, canapiglie, codoni, mestoloni, moriglioni, morette grigie ecc) e svassi; nei mesi primaverili ed estivi gli aironi (bianco maggiore, cinerino, rosso e garzette) ed i limicoli. Non mancano anche i rapaci come il falco di palude e diverse famiglie di cigni reali e oche grigie.
Il numero più alto di specie è stato rilevato in aprile, mentre il maggior numero di individui è presente nei mesi invernali. Notevole è anche la presenza dei mammiferi (capriolo, lepre, tasso, volpe e faina) come di anfibi, rettili (testuggine palustre, biscia d'acqua dal collare) e pesci. Tra le particolarità di questi ultimi anni, che vanno ad aumentare il valore naturalistico dell'area protetta ricordiamo: la nidificazione di cavaliere d'Italia, rondine di mare, beccaccia e volpoca e la presenza di un gruppo di fenicotteri rosa.